# Vellozia caruncularis
Vellozia caruncularis är en enhjärtbladig växtart som beskrevs av Carl Friedrich Philipp von Martius och Moritz August Seubert. Vellozia caruncularis ingår i släktet Vellozia och familjen Velloziaceae. Inga underarter finns listade.